# Химачал Прадеш
Химачал Прадеш је савезна држава Индије са површином од 55.673 km² и 6.077.248 становника (стање: 1. јан. 2001). 
Углавном је планинска држава у северној Индији, а пре се звала Држава пенџабских планина. Граничи са Џаму и Кашмиром на северу и северозападу, са Пенџабом на југозападу, Харајаном и Утар Прадешом на југу и Утаранчалом на југоистоку. Са Кином (тј. Тибетом) се граничи на истоку. 

## Географија и клима
Налази се на висинама од 450 метара до 6500 метара. Физикогеографски постоје три зоне: спољни Хималаји, мањи Хималаји и велики Хималаји. Спољни Хималаји представљају мања брда око 600 метара надморске висине. Велики Хималаји имају планинске прелазе на великим висинама. Постоје многи глечери у том подручју. Химашал обезбеђује воду у сливу Ганга и Инда. Велике реке тога подручја су Беас, Ченаб, Рави Чандрабага, Сутлеј и Јамуна. Клима је јако различита због различитих висина. На нижим висинама до 900 метара клима је суптропска, па прелази у топлу до 1800 метара, а од 1800 до 2400 је хладна умерена, а преко 2400 метара је хладна алпска клима. Кише почињу у јуну, а у јулу и августу пада јако много кише, што изазива ерозију и клизања терена.

## Историја
Индо-аријевска племена стижу у другом миленијуму п. н. е.. Химачал се спомиње и у Махабхарати, Рамајани, Ведама и Пурани. 
Већи део Химачала постаје део Гупта царства у доба Чандрагупте, а Ашока проширује власт на Хималаје. Ашока је донео и будизам. 
Мало краљевство је било после 7. века независно све до муслиманских инвазија. Већином би освајачи освајали делове нижих Хималаја, а виши делови би остајали слободни. Једно ратничко племе Гурка дошло је на власт у Непалу 1768. Гурке су освојиле делове Химачала, али били су поражени 1809. кад су покушали да заузму Кангра. После су Гурке дошле у сукоб са Енглезима, који су их победили. После тога граница у Пенџабу између Енглеза и Сика постала је јако осетљива. Сики су напали Енглезе 1845, а владари многих брдских државица улазе у савез са Енглезима надајући се да ће им Енглези вратити територије које су им Сики одузели. После рата са Сикима Енглези задржавају те територије за себе. Године 1858. те територије постају део Британске империје.
Под британску власт је дошао у 19. веку. Један део су Британци анектирали 1846. на крају Првог англо-сикског рата. Остатак Химачал Прадеша је био састављен од принчевских држава. Под британским Раџом, Кангра дистрикт је био у саставу Пенџаба, а и принчевске државе су биле под Пенџабом до 1930. Пенџабске планине се раздвајају од Пенџаба 1936. Индија постаје независна 1947. Било је препорука 1956. да Химачал Прадеш постане део Пенџаба, али народ Химачал Прадеша се томе противио. Савезна територија постаје 1956. Поједини дистрикти Пенџаба прикључују се Химачал Прадешу 1966. Химачал је 1971. постао 18. индијска држава. 

## Економија
Химачал Прадеш јако зависи од туризма. Пошто има мноштво река има вишак електричне енергије, коју продаје осталим индијским државама. Становништво Химачал Прадеша има један од највиших стандарда у Индији.